# Novaculoides macrolepidotus
Novaculoides macrolepidotus (Bloch, 1791), unica specie del genere Novaculoides, è un pesce osseo marino appartenente alla famiglia Labridae.

## Distribuzione e habitat
Proviene dall'oceano Pacifico e dall'oceano Indiano: l'areale si estende dal mar Rosso all'Isola di Lord Howe. È presente in Madagascar, lungo tutta la costa dell'Africa orientale (fino al Sudafrica), nelle Isole Chagos nell'oceano Indiano e nelle Isole Ryukyu. Vive in zone ricche di vegetazione acquatica, fino a 10 m di profondità.

## Descrizione
Presenta un corpo allungato che non supera i 16 cm di lunghezza. Gli esemplari giovani hanno una colorazione verde-bruna, a macchie, che imita i pesci del genere Ablabys; gli adulti sono prevalentemente verdi con sfumature giallastre e una striscia più scura lungo il peduncolo caudale e parte del corpo. La pinna dorsale è bassa e lunga, come la pinna anale, la pinna caudale ha il margine dritto. Sulla testa sono presenti striature scure. Può essere confuso con Novaculichthys taeniourus.

## Biologia

### Comportamento
Si trova spesso mimetizzato nelle alghe, in piccoli gruppi o solitario.

### Alimentazione
Si nutre di invertebrati come crostacei anfipodi, isopodi e granchi.

## Conservazione
Questa specie è classificata come "a rischio minimo" (LC) dalla lista rossa IUCN perché a parte la saltuaria pesca per l'allevamento in acquario l'unico pericolo che potrebbe realmente diventare una minaccia è il deterioramento del suo habitat.